# جون غيل (ممثلة)
جون غيل (بالإنجليزية: June Gale) هي ممثلة أمريكية، ولدت في 6 يوليو 1911 في سان فرانسيسكو في الولايات المتحدة، وتوفيت في 13 نوفمبر 1996 في لوس أنجلوس في الولايات المتحدة بسبب ذات الرئة.

## وصلات خارجية
- جون غيل على موقع IMDb (الإنجليزية)
- جون غيل على موقع أول موفي (الإنجليزية)
- جون غيل على موقع قاعدة بيانات برودواي على الإنترنت (الإنجليزية)
- جون غيل على موقع قاعدة بيانات الأفلام السويدية (السويدية)
- جون غيل على موقع قاعدة بيانات الفيلم (الإنجليزية)
- جون غيل على موقع كينوبويسك (الروسية)